# Il terrore dell'Ovest
Il terrore dell'Ovest (The Oklahoma Kid) è un film del 1939 diretto da Lloyd Bacon ed è la nona collaborazione del regista con l'attore James Cagney.

## Trama
Una vasta porzione dell'Oklahoma viene espropriata ai Cherokee e destinata ai coloni, che si apprestano a prenderne possesso per costruirvi una nuova città: Tulsa.
Whip McCord, un criminale senza scrupoli, vede in questo processo una doppia occasione di guadagno. Anzitutto, mette gli occhi sul denaro riconosciuto ai Cherokee a titolo di risarcimento: ne segue il trasporto e lo ruba, rapinando il portavalori. Poi, progetta di accaparrarsi una fetta pregiata della nuova terra, in barba al regolamento che riserva sì un privilegio a chi arriva prima, ma proprio per questo prevede anche che la corsa sia inaugurata da funzionari governativi e disciplinata dall'esercito. Whip parte in anticipo e con l'inganno riesce a prendere possesso della terra prima degli altri. All'arrivo dei coloni, guidati dal vecchio e nobile John Kincaid, il malfattore, forte del suo presunto diritto, riesce a scambiare con essi parte del terreno preso con l'inganno con la concessione esclusiva delle case da gioco e dei saloon che sarebbero sorti nella nuova città.
Sulla sua strada, però, Whip trova Jim Kincaid, figlio di John, detto Oklahoma Kid: un fuorilegge solitario, furbo e capace; ma che sa anche essere galante con le ragazze e amico dei più deboli. Al sogno paterno di costruire una nuova città per il bene comune, egli preferisce di gran lunga una vita solitaria e insidiosa, ma del tutto libera.
Kid assiste alla rapina ai portavalori da parte di Whip e la sua banda, e sottrae a sua volta il bottino ai criminali, con grande destrezza. Quando poi questi, tempo dopo, riescono a rintracciarlo, riesce a fuggire. Decide di star nascosto per un po' ma quando legge che il padre è stato accusato di omicidio e imprigionato, decide di correre a Tulsa per capire come stanno davvero le cose. Con la vita che conduce era naturalmente in rotta con il padre ed il fratello Ned, ragazzo assai perbene; ma certo la notizia dell'arresto del genitore non lo lascia indifferente.
In realtà, il padre è innocente: tutto è stato ordito da Whip McCord che vuole sbarazzarsi di lui. John Kincaid, infatti, vuole cacciare o far imprigionare il bandito, che ha esteso la sua influenza su tutta la città, portando vizio, corruzione e violenza. Per assicurarsi che Kincaid venga condannato, Whip spedisce lontano con un inganno il giudice Handley e organizza un processo farsa, con testimoni e giurati prezzolati, che condannano il povero John.
Saputo tutto questo da Jane, la giovane figlia del giudice (nonché fidanzata del fratello Ned), il Kid corre a recuperare Handley e lo riporta in città. Ma il verdetto è formalmente valido e nelle more di una richiesta di revisione, avanzata dallo stesso giudice, Whip vuol fare eseguire la sentenza di morte. Kid allora va alla prigione per far evadere il padre, ma questi si rifiuta, affermando che vuole difendere la sua causa stando sempre dalla parte della legalità.
Saputo dell'incursione del Kid e temendo una sua nuova iniziativa, Whip decide di stringere i tempi: aizza la folla affinché prenda John e lo impicchi, senza aspettare il giorno dell'esecuzione. E così avviene, nonostante il disperato tentativo del giudice Handley di fermare gli invasati.
Tocca a Jane dare l'orribile notizia a Jim. Questi, pertanto, si mette sulle tracce dei complici di Whip, responsabili materiali dell'omicidio. E li uccide uno per uno, tranne Doolin che si rivela disposto a testimoniare contro Whip.
Ottenuta la prova della colpevolezza di Whip, entra in scena Ned, il fratello di Jim, che nel frattempo era stato nominato sceriffo. Ned affronta Whip che però lo ferisce a morte. Accorre Jim che però soccomberebbe nel combattimento con il bandito, se non venisse salvato due volte da Ned, che alla fine, con le sue ultime forze, uccide l'antagonista. I due fratelli fanno appena a tempo a rappacificarsi: Ned muore.
Jim progetta di partire per l'Arizona e stabilirsi in un appezzamento; ma Jane fa di tutto per entrare nei suoi programmi e, con la complicità del padre, sposa il pistolero: i due vanno quindi insieme verso la nuova terra.